# Расширение группы
Расширение группы — группа, содержащая заданную группу в качестве нормальной подгруппы. В задаче расширения как правило заданы нормальная подгруппа {\displaystyle N} и факторгруппа {\displaystyle Q}, и ищется расширение {\displaystyle G\supset N} такое, что {\displaystyle G/N\cong Q}, или, что эквивалентно, такая {\displaystyle G}, что существует короткая точная последовательность:
{\displaystyle 1\to N\to G\to Q\to 1}.
В этом случае говорят, что {\displaystyle G} является расширением {\displaystyle Q} при помощи {\displaystyle N} (иногда используется другая формулировка: группа {\displaystyle G} является расширением {\displaystyle N} с помощью {\displaystyle Q}).
Расширение называется центральным расширением, если подгруппа {\displaystyle N} лежит в центре группы {\displaystyle G}.

## Примеры
Группы {\displaystyle \mathbb {Z} _{4}} также как {\displaystyle \mathbb {Z} _{2}\times \mathbb {Z} _{2}} являются расширениями {\displaystyle \mathbb {Z} _{2}} при помощи {\displaystyle \mathbb {Z} _{2}}.
Очевидное расширение — прямое произведение: если {\displaystyle G=K\times H}, то {\displaystyle G} является как расширением {\displaystyle H}, так и {\displaystyle K}. Если {\displaystyle G} является полупрямым произведением групп {\displaystyle K} и {\displaystyle H} ({\displaystyle G=K\rtimes H}), то {\displaystyle G} является расширением {\displaystyle H} с помощью {\displaystyle K}.
Сплетения групп дают дальнейшие примеры расширений.

## Свойства
Если потребовать, что {\displaystyle G} и {\displaystyle Q} были абелевыми группами, то множество классов изоморфизмов расширения группы {\displaystyle Q} с помощью заданной (абелевой) группы {\displaystyle N}, фактически, является группой, которая изоморфна:
{\displaystyle \operatorname {Ext} _{\mathbb {Z} }^{1}(Q,N)}
(функтор Ext). Некоторые другие общие классы расширений известны, но нет теории, которая рассматривает все возможные расширения одновременно, в этом смысле задача расширения группы обычно считается трудной.
Поскольку любая конечная группа {\displaystyle G} обладает максимальной нормальной подгруппой {\displaystyle N} с простой факторгруппой {\displaystyle G/N}, все конечные группы могут быть построены как композиционные ряды {\displaystyle \{A_{i}\}}, где каждая группа {\displaystyle A_{i+1}} является расширением {\displaystyle A_{i}} при помощи некоторой простой группы. Этот факт стал одним из важных стимулов для решения задачи классификации простых конечных групп.

## Классификация расширений
Решение задачи расширения означает классификацию всех расширений группы {\displaystyle H} при помощи {\displaystyle K}, или, более конкретно, выражение всех таких расширений в терминах математических объектов, которые в каком-либо их смысле проще (легко вычислить или хорошо изучены). В общем случае эта задача очень трудна, и все наиболее полезные результаты классифицируют расширения, которые удовлетворяют некоторым дополнительным условиям.
Для задачи классификации важным понятием является эквивалентности расширений; говорят, что расширения:
{\displaystyle 1\to K{\stackrel {i}{{}\to {}}}G{\stackrel {\pi }{{}\to {}}}H\to 1}
и
{\displaystyle 1\to K{\stackrel {i'}{{}\to {}}}G'{\stackrel {\pi '}{{}\to {}}}H\to 1}
эквивалентны (или конгруэнтны), если существует изоморфизм группы {\displaystyle T:G\to G'}, делающий коммутативной диаграмму:
Фактически, достаточно иметь группу гомоморфизмов. Вследствие предполагаемой коммутативности диаграммы отображение вынужденно будет изоморфизмом по короткой лемме о пяти гомоморфизмах.
Может случиться, что расширения {\displaystyle 1\to K\to G\to H\to 1} и {\displaystyle 1\to K\to G^{\prime }\to H\to 1} не эквивалентны, но {\displaystyle G} и {\displaystyle G'} изоморфны как группы. Например, имеется {\displaystyle 8} неэквивалентных расширений четверной группы Клейна с помощью {\displaystyle \mathbb {Z} /2\mathbb {Z} }, но существуют, с точностью до изоморфизма, только четыре группы порядка 8, содержащие нормальную подгруппу порядка {\displaystyle 2} с факторгруппой, изоморфной четверной группе Клейна.

### Тривиальные расширения
Тривиальное расширение — это расширение:
{\displaystyle 1\to K\to G\to H\to 1},
которое эквивалентно расширению:
{\displaystyle 1\to K\to K\times H\to H\to 1},
где левая и правая стрелки являются соответственно включением и проекцией каждого множителя {\displaystyle K\times H}.

### Классификации расщепляемых расширений
Расщепляемое расширение — это расширение:
{\displaystyle 1\to K\to G\to H\to 1}
с гомоморфизмом {\displaystyle s\colon H\to G}, таким что переход от {\displaystyle H} к {\displaystyle G} с помощью {\displaystyle s}, а затем обратно к {\displaystyle H} по факторотображению короткой точной последовательности порождает тождественное отображение на {\displaystyle H}, то есть {\displaystyle \pi \circ s=\mathrm {id} _{H}}. В этой ситуации обычно говорят, что {\displaystyle s} расщепляет вышеупомянутую точную последовательность.
Расщепляемые расширения очень легко классифицировать, поскольку расширение расщепляемо тогда и только тогда, когда группа {\displaystyle G} является полупрямым произведением {\displaystyle K} и {\displaystyle H}. Полупрямые произведения сами по себе легко классифицировать, поскольку они взаимно однозначно соответствуют гомоморфизмам {\displaystyle H\to \operatorname {Aut} (K)}, где {\displaystyle \operatorname {Aut} (K)} является группой автоморфизмов {\displaystyle K}.

## Центральное расширение
Центральное расширение группы {\displaystyle G} является короткой точной последовательностью групп
{\displaystyle 1\to A\to E\to G\to 1}
такой что {\displaystyle A} лежит в {\displaystyle Z(E)} (центре группы {\displaystyle E}). Множество классов изоморфизмов центральных расширений группы {\displaystyle G} с помощью {\displaystyle A} (где {\displaystyle G} действует тривиально на {\displaystyle A}) является взаимно-однозначным соответствием с группой когомологий {\displaystyle H^{2}(G,A)}.
Примеры центральных расширений могут быть построены путём взятия любой группы {\displaystyle G} и любой абелевой группы {\displaystyle A}, полагая {\displaystyle E} равным {\displaystyle A\times G}. Этот вид расщепляемого примера (расщепляемое расширение в смысле задачи расширения, поскольку {\displaystyle G} является подгруппой {\displaystyle E}) не представляет особого интереса, поскольку он соответствует элементу {\displaystyle 0} в {\displaystyle H^{2}(G,A)} согласно вышеупомянутому соответствию. Более серьёзные примеры найдены в теории проективных представлений в случаях, когда проективные представления не могут быть подняты до обычных линейных представлений.
В случае конечных совершенных групп имеется универсальное совершенное центральное расширение.
Аналогично, центральное расширение алгебры Ли {\displaystyle {\mathfrak {g}}} является точной последовательностью
{\displaystyle 0\rightarrow {\mathfrak {a}}\rightarrow {\mathfrak {e}}\rightarrow {\mathfrak {g}}\rightarrow 0,}
такой что {\displaystyle {\mathfrak {a}}} находится в центре {\displaystyle {\mathfrak {e}}}.
Существует общая теория центральных расширений в многообразиях Мальцева.

### Группы Ли
В теории групп Ли центральные расширения возникают в связи с алгебраической топологией. Грубо говоря, центральные расширения групп Ли с помощью дискретных групп это то же самое, что накрывающие группы. Более точно, связное накрывающее пространство {\displaystyle G^{\ast }} связной группы Ли {\displaystyle G} является естественным центральным расширением группы {\displaystyle G}, при этом проекция
{\displaystyle \pi \colon G^{*}\to G}
является группой гомоморфизмов и сюръективна. (Структура группы на {\displaystyle G^{\star }} зависит от выбора отображения тождественного элемента в тождественный элемент {\displaystyle G}.) Например, когда {\displaystyle G^{\star }} является универсальным накрытием группы {\displaystyle G}, ядро {\displaystyle \pi } является фундаментальной группой группы {\displaystyle G}, которое, как известно, абелево (H-пространство). Обратно, если дана группа Ли {\displaystyle G} и дискретная центральная подгруппа {\displaystyle Z}, факторгруппа {\displaystyle G/Z} является группой Ли, а {\displaystyle G} является её накрывающим пространством.
Более общо, если группы {\displaystyle A}, {\displaystyle E} и {\displaystyle G} в центральном расширении являются группами Ли и отображения между ними являются гомоморфизмами группы Ли, то если алгеброй Ли группы {\displaystyle G} является {\displaystyle {\mathfrak {g}}}, алгеброй {\displaystyle A} является {\displaystyle {\mathfrak {a}}}, а алгеброй {\displaystyle E} является {\displaystyle {\mathfrak {e}}}, то {\displaystyle {\mathfrak {e}}} является центральным расширением алгебры Ли {\displaystyle {\mathfrak {g}}} с помощью {\displaystyle \mathbf {a} }. В терминологии теоретической физики генераторы алгебры {\displaystyle {\mathfrak {a}}} называются центральными зарядами. Эти генераторы лежат в центре алгебры {\displaystyle {\mathfrak {e}}}. По теореме Нётер генераторы групп симметрии соответствуют сохраняющимся величинам и называются зарядами.
Основные примеры центральных расширений как накрывающих групп:
- спинорные группы, которые дважды накрывают специальные ортогональные группы, которые (в чётной размерности) дважды накрывают проективную ортогональную группу[англ.];
- метаплектические группы[англ.], которые дважды накрывают симплектические группы.

Случай {\displaystyle SL_{2}(\mathbf {R} )} вовлекает фундаментальную группу, которая является бесконечной циклической группой; здесь центральное расширение хорошо известно из теории модулярных форм для случая форм с весом {\displaystyle {\tfrac {1}{2}}}. Соответствующее проективное представление является представлением Вейля, построенным из преобразования Фурье, в этом случае, на вещественной оси. Метаплектические группы появляются также в квантовой механике.